# Dolors Aleu i Riera
Dolors Aleu i Riera (Barcelona, 3 de abril de 1847 - Barcelona, 19 de fevereiro de 1913) foi uma proeminente médica espanhola. Foi a primeira mulher na Espanha a ganhar licença para clinicar e a segunda mulher no país a ganhar o título de médica.

## Biografia
Dolors nasceu em Barcelona, em 1847. Filha única, aprendeu a ler aos 5 anos de idade. Estudou primeiro na Universidade de Barcelona e depois na Universidade de Valência, entre 1874 e 1875. Dolors completou os estudos em 1879, mas foi impedida de realizar o exame para receber a licença para clinicar nos três anos seguintes. Apenas em 19 de junho de 1882 que Dolors teve permissão para realizar o exame e ganhar sua licença. Suas notas foram excelentes e assim ela se tornou a primeira mulher na Espanha a obter licença para clinicar.
Em 8 de outubro de 1882, Dolors também se tornou a segunda mulher na Espanha a se tornar médica, quatro dias depois de Martina Castells Ballespí). Sua tese, apresentada em 6 de outubro, chamava-se "Sobre a necessidade de definir a educação higiênica e moral das mulheres em um novo curso". onde ela criticava a discriminação contra as mulheres.

## Carreira
Dolors se especializou em ginecologia e pediatria. Junto de Maria Elena Maseras e Martina Castells Ballespí, as primeiras médicas formadas na Espanha, Dolors acabou praticando medicina sozinha. Ela abriu um consultório em Barcelona, que funcionou por 25 anos. Maria Elena se dedicou a lecionar na faculdade de medicina e Martina acabou morrendo antes de poder exercer a profissão.
Em seus anos no consultório, ela foi bastante ativa, dando aulas de economia doméstica na Academia de Ciências, Artes e Ofícios para Mulheres, que ela ajudou a fundar em 1885 junto da harpista Clotilde Cerdà i Bosch. Dolors também escreveu vários folhetos informativos, panfletos e livros de consulta que visavam melhorar a vida e a saúde das mulheres, em especial aquelas que já eram mães.

## Vida pessoal e morte
Em 1883, Dolors se casou com Camilo Cuyàs Martí. com quem teve dois filhos, Joan e Camil. Joan se tornaria engenheiro e Camil seguiria carreira na medicina, mas veio a falecer aos 23 anos, devido a uma tuberculose. Acredita-se que a morte prematura de seu filho mais novo acabou levando à sua própria morte, em 19 de fevereiro de 1913, em Barcelona, aos 55 anos.